# 미조쿠치정
미조쿠치정(溝口町)은 돗토리현에 서부에 위치했던 정이며 히노군에 속했다. 일본에서 가장 오래된 귀신 전설의 마을로서 귀신을 소재로 한 마을 부흥을 하고 있었다.
2005년 1월 1일에 사이하쿠군 기시모토정과 합병해 사이하쿠군 호키정이 되었다.

## 역사
- 1931년 10월 1일 - 2개의 촌이 합병해 미조쿠치정이 성립하였다.
- 1954년 4월 1일 - 2개의 촌이 합병해 새로운 미조쿠치정이 성립하였다.
- 1984년 5월 1일 - 미조쿠치정 (みぞぐちちょう) 이 （みぞくちちょう)로 읽는법이 개칭되었다.
- 2005년 1월 1일 사이하쿠군 기시모토정과 합병해 사이하쿠군 호키정이 성립하였다. 동일 미조쿠치정은 폐지되었다.

## 교통

### 철도
- 서일본 여객철도 하쿠비 선

### 도로
- 국도 제181호선
- 국도 제183호선
- 국도 제482호선 (일본)(일본어판)